# François Rebsamen
François Rebsamen (ur. 25 czerwca 1951 w Dijon) – francuski polityk, prawnik, urzędnik państwowy i samorządowiec, senator, mer Dijon, w latach 2014–2015 minister pracy, zatrudnienia i dialogu społecznego, od 2024 minister planowania terytorialnego i decentralizacji.

## Życiorys
Absolwent prawa publicznego i nauk politycznych, uzyskał dyplom DESS z nauk ekonomicznych. Pracował jako urzędnik w administracji terytorialnej.
W pierwszej połowie lat 70. należał do trockistowskiej Rewolucyjnej Ligi Komunistycznej, w 1974 przeszedł do Partii Socjalistycznej. Był szefem gabinetu politycznego ministra spraw wewnętrznych Pierre’a Joxe (1984–1986, 1988–1991) i wicedyrektorem gabinetu Laurenta Fabiusa, w okresie kierowania przez tegoż Partią Socjalistyczną (1992–1993).
W 1997 wszedł w skład sekretariatu krajowego PS. Od 1998 do 2008 był radnym departamentu Côte-d’Or. W latach 2001–2014 zajmował stanowisko mera Dijon. W latach 2008–2014 zasiadał we francuskim Senacie, w którym od 2011 kierował frakcją senacką socjalistów. Po wyborze François Hollande’a na urząd prezydenta nie przyjął jego pozycji objęcia stanowiska ministra ds. reformy państwa.
W kwietniu 2014 wszedł w skład nowo powołanego rządu Manuela Vallsa jako minister pracy, zatrudnienia i dialogu społecznego. Urząd ten sprawował również w działającym od sierpnia 2014 drugim gabinecie tego premiera. Odszedł ze stanowiska we wrześniu 2015, kiedy to został zastąpiony przez Myriam El Khomri. Jego rezygnacja wiązała się z wygraniem w sierpniu 2015 przedterminowych wyborów na mera Dijon przeprowadzonych po śmierci Alaina Millota.
W kwietniu 2018 zawiesił wykonywanie funkcji mera Dijon i przewodniczącego metropolii, aby podjąć konieczną kurację w związku ze stwierdzoną u niego chorobą nowotworową. W połowie sierpnia 2018 powrócił do wykonywania obowiązków mera Dijon w związku z zakończoną kuracją. W 2020 ponownie wybrany na mera.
W 2022 odszedł z PS, założył nową partię pod nazwą Fédération progressiste, która wsparła prezydenta Emmanuela Macrona. W listopadzie 2024 ustąpił ze stanowiska mera. W kolejnym miesiącu został ministrem planowania terytorialnego i decentralizacji w rządzie François Bayrou.

## Odznaczenia
- Kawaler Legii Honorowej (2001)[14]